# بويتيك جاستيس (فلم)
بويتيك جاستيس (بالإنجليزية: Poetic Justice) فيلم درامي رومانسي من إنتاج عام 1993 من بطولة جانيت جاكسون وتوباك شاكور. وإخراج جون سنغلتون.

## وصلات خارجية
- مقالات تستعمل روابط فنية بلا صلة مع ويكي بيانات

1. ↑  "معلومات عن بويتيك جاستيس (فيلم) على موقع elonet.fi". elonet.fi. مؤرشف من الأصل في 2019-12-14.
2. ↑  "معلومات عن بويتيك جاستيس (فيلم) على موقع ssl.ofdb.de". ssl.ofdb.de. مؤرشف من الأصل في 2020-08-28.
3. ↑  "معلومات عن بويتيك جاستيس (فيلم) على موقع filmaffinity.com". filmaffinity.com. مؤرشف من الأصل في 2015-10-24.